# Vårsta
Vårsta est une localité de Suède dans la commune de Botkyrka située dans le comté de Stockholm.
Sa population était de 2 612 habitants en 2019.